# No Fear (singel)
No Fear – pierwszy singel z płyty Hide from the Sun fińskiego zespołu The Rasmus. Został wydany 29 sierpnia 2005 roku.

## Spis utworów
- CD single - International

1. "No Fear"
2. "No Fear" (Fearless Remix)

- CD maxi single

1. "No Fear"
2. "Immortal"
3. "No Fear" (Vrenna Remix)

- CD single - UK

1. "No Fear"
2. "No Fear" (Freelance Hellraiser Remix)

- Enhanced CD - UK

1. "No Fear"
2. "Immortal"
3. "Dancer in the Dark"
4. "No Fear" (Vrenna Remix)
5. "No Fear" music video

## Teledysk
Teledysk wyreżyserował Jörn Heitmann w Berlinie.